# فوکر تی.۲
فوکر تی.۲ (انگلیسی: Fokker T.II) یک هواپیمای ساخت فوکر است .